# 중앙로 (태안군)
중앙로(Jungang-ro)는 충청남도 태안군 태안읍 교통광장 교차로에서 태안군 태안읍 화동교차로 를 잇는 충청남도의 도로이다.

## 주요 경유지
충청남도
- 태안군 (태안읍)

## 노선
| 이름            | 접속 노선              | 소재지 | 소재지 | 비고 |
| --------------- | ---------------------- | ------ | ------ | ---- |
| 교통광장 교차로 | 동백로 원이로          | 태안군 | 태안읍 |      |
| 성심삼거리      | 샘골로                 | 태안군 | 태안읍 |      |
| 여중삼거리      | 후곡로                 | 태안군 | 태안읍 |      |
| 천월 교차로     | 동평로                 | 태안군 | 태안읍 |      |
| 화동 교차로     | 국도 제32호선 (서해로) | 태안군 | 태안읍 |      |

## 주요 건물 및 시설
- CU 태안남문점 (중앙로 13/남문리 479-2)
- 한국농어촌공사 서산태안지사 태안지소 (중앙로 17/남문리 500-5)
- 남문치안센터 (중앙로 18/남문리 501-5)
- 농협 태안농협 하나로마트 서부점 (중앙로 23/남문리 501-1)
- 농협 태안농협 본점 (중앙로 31/남문리 505-10)
- KT 플라자 태안점 (중앙로 33/남문리 504-5)
- 이마트24 태안동문점 (중앙로 65/동문리 522-5)
- SK텔레콤 Tworld  서산동문대리점 태안직영점 (중앙로 71/동문리 523-28)
- 하나은행 태안지점 (중앙로 73/동문리 483-10)
- 새마을금고 태안새마을금고 중앙지점 (중앙로 80/동문리 483-15)
- 농협 태안농협 동부지점 (중앙로 106/동문리 303-16)
- 태안중학교 (중앙로 115/동문리 300)
- 신협 태안우리신협 본점 (중앙로 129/동문리 319-1)
- CU 태안읍내점 (중앙로 129/동문리 319-1)
- 태안군 산림조합 (중앙로 139/동문리 340-14)
- 현대자동차 태안지점 (중앙로 147/동문리 343-3)
- 농협 태안농협 하나로마트 (중앙로 170/동문리 885-3)
- 뚜레쥬르 충남태안 하나로마트점 (중앙로 170/동문리 885-3)
- 태안지구대 (중앙로 177/동문리 85-1)
- SK에너지 삼화주유소 (중앙로 183/동문리 82-7)
- 한국서부발전 본사 (중앙로 285/평천리 1488)
- CU 태안서부발전 본사점 (중앙로 285/평천리 1488)
- GS25 태안발전소점 (중앙로 303/평천리 708-10)
- 화동초등학교 (중앙로 321/평천리 679-8)